# Laetesia aucklandensis
Espèce
Synonymes
- Linyphia aucklandensis Forster, 1964

Laetesia aucklandensis est une espèce d'araignées aranéomorphes de la famille des Linyphiidae.

## Distribution
Cette espèce est endémique des îles Auckland en Nouvelle-Zélande.

## Étymologie
Son nom d'espèce, composé de auckland et du suffixe latin -ensis, « qui vit dans, qui habite », lui a été donné en référence au lieu de sa découverte, les îles Auckland.

## Publication originale
- Forster, 1964 : The Araneae and Opiliones of the subantarctic islands of New Zealand. Pacific Insects Monographs, vol. 7, p. 58-115.